# Evalyn Knapp
Evalyn Knapp (eigentlich Evelyn Pauline Knapp; * 17. Juni 1906 in Kansas City, Missouri; † 12. Juni 1981 in Los Angeles, Kalifornien) war eine US-amerikanische Schauspielerin. Bekanntheit erlangte sie durch ihre Hauptrollen in B-Movies und Serials der 1930er Jahre.

## Leben
Evalyn Knapp war die jüngere Schwester des Bigband-Leaders Orville Knapp. Ihre Filmkarriere begann 1929 mit einer Nebenrolle im Kurz-Stummfilm At the Dentist’s. Für ihre Filmkarriere änderte sie ihren Vornamen von Evelyn in Evalyn ab. Ihre bekannteste Rolle erhielt sie 1931 als weibliche Hauptdarstellerin im Kriminalfilm Leichtes Geld an der Seite von Edward G. Robinson und James Cagney. 1932 wurde sie zusammen mit 13 weiteren jungen Schauspielerinnen (unter ihnen Ginger Rogers und Gloria Stuart) zu einer der WAMPAS Baby Stars gewählt, denen man eine erfolgreiche Filmkarriere vorhersagte.
1931 verbrachte Evalyn Knapp mehrere Monate im Krankenhaus, als sie bei einer Wanderung von einer Klippe stürzte und sich hierbei zwei Wirbel verletzte. Sie konnte kurzzeitig nicht mehr laufen und benötigte eine langwierige Behandlung. Ein weiterer privater Rückschlag war der Tod ihres Bruders Orville bei einem Flugzeugabsturz im Juli 1936.
In den 1930er Jahren wurde Knapp vor allem durch ihre Hauptrollen in Serials bekannt, die zumeist mit einem Cliffhanger endeten. Zudem spielte sie an der Seite von bekannten Stars wie Gene Autry (1934 mit seinem Filmdebüt in In Old Santa Fe) oder einem noch jungen John Wayne (1933 in His Private Secretary) in mehreren B-Movies mit. 1939 war Knapp in einer nicht im Abspann genannten Nebenrolle als Reporterin in Mr. Smith geht nach Washington zu sehen. Nachdem sie bis 1941 regelmäßig in Filmen zu sehen war, ließ ihre Karriere nach. 1943 beendete Knapp ihre Laufbahn als Schauspielerin mit einer kleinen Nebenrolle in der Komödie Two Weeks to Live.
Evalyn Knapp war von 1934 bis zu dessen Tod im Jahr 1977 mit Dr. George A. Snyder verheiratet. Nach dem Ende ihrer Filmkarriere beschäftigte sie sich als Amateur-Fischerin und Yachtswoman. Knapp besaß eine eigene Yacht, die sie von ihrem wohlhabenden Mann als Hochzeitsgeschenk erhalten hatte. Sie starb am 12. Juni 1981 – fünf Tage vor ihrem 75. Geburtstag – im St. Vincent’s Hospital in Los Angeles an den Folgen einer Herzerkrankung. Ihr Leichnam wurde eingeäschert und im Meer verstreut.

## Filmografie (Auswahl)
- 1929: At the Dentist’s (Kurzfilm)
- 1929: Haunted; or, Who Killed the Cat? (Kurzfilm)
- 1930: Sinners’ Holiday
- 1930: River’s End
- 1931: The Millionaire
- 1931: Leichtes Geld (Smart Money)
- 1931: Side Show
- 1932: Rettender Ruin (A Successful Calamity)
- 1932: The Strange Love of Molly Louvain
- 1932: Ein ausgefuchster Gauner (High Pressure)
- 1932: Big City Blues
- 1932: Slightly Married
- 1933: Air Hostess
- 1933: Seine persönliche Sekretärin (His Private Secretary)
- 1933: Corruption
- 1933: The Perils of Pauline (Serial)
- 1933: Dance Girl Dance
- 1934: In Old Santa Fe
- 1935: One Frightened Night
- 1935: The Fire Trap
- 1935: Ladies Crave Excitement
- 1936: Three of a Kind
- 1938: Rawhide
- 1939: Mr. Smith geht nach Washington (Mr. Smith Goes to Washington)
- 1941: Roar of the Press
- 1943: Two Weeks to Live